# Edison Records
Edison Records a été l'un des premiers labels pionnier de l'enregistrement sonore et de la reproduction et a été un acteur important au début de l'industrie de l'enregistrement. Le label est fondé en 1888 par Thomas Edison.

## Historique
Le premier phonographe à cylindres est fabriqué en 1888, la même année que la fondation de l'Edison Phonograph Company. Les premiers cylindres de cire, plus tard remplacés par les cylindres Blue Amberol, puis par des disques, ont été fabriqués dès 1896 par la National Phonograph Company par Thomas Edison, renommée en Thomas A. Edison, Inc. en 1911. Jusqu'en 1910, les enregistrements ne portent pas les noms des artistes. Dans les années 1920, la société prend du retard sur ses concurrents, à la fois techniquement et dans la popularité de ses artistes. La production d'enregistrements cesse en 1929.